# APOBEC3
Mit APOBEC3 bezeichnet man verkürzend APOBEC3-Proteine, bei welchen es sich Restriktionsfaktoren, also um Elemente des Immunsystems zur Abwehr von Retrovirus-Infektionen handelt. Der Name stammt aus dem Englischen und ist ein Akronym für apolipoprotein B mRNA editing enzyme catalytic polypeptide 3. Im Genom des Menschen und anderer Primaten werden mindestens fünf APOBEC3-Proteine codiert: APOBEC3A, C, B, F und G. Bei anderen Säugetieren wird dagegen nur ein APOBEC3 gefunden. APOBEC3 wird von der Wirtszelle spezifisch in retrovirale Virionen verpackt und wirkt über eine Desaminierung von dC-Resten zu dU-Resten im retroviralen Genom, was zu G→A-Hypermutationen und Destabilisierung des genetischen Materials führt. Durch die Schädigung des genetischen Materials ist das Virus nicht mehr in der Lage, sich zu vermehren. Die APOBEC3-Proteinfamilie ist gemeinsam mit dem potenten Restriktionsfaktor Tetherin und TRIM5α ein wichtiger Bestandteil der angeborenen antiviralen Immunität.
Die viralen Strukturen, die APOBEC3 am Viruspartikel erkennt, sind noch unbekannt.
Retroviren besitzen Mechanismen, um den APOBEC3-Effekten zu entkommen, so entweder durch Änderung der Peptidsequenzen, die von APOBEC3 erkannt werden, oder aber bei komplexen Retroviren durch Codierung akzessorischer Proteine, die spezifisch gegen bestimmte APOBEC3-Proteine gerichtet sind, wie etwa Vif bei HIV oder wahrscheinlich Bet bei Foamyviren. Bei der menschlichen HIV-Infektion spielen in diesem Zusammenhang besonders APOBEC3G und 3F entscheidende Rollen, da diese sich bevorzugt in den betroffenen CD4-Helferzellen finden und dementsprechend auch Vif speziell gegen diese wirkt, indem es sich an APOBEC3G und 3F bindet und dadurch dessen Einbau in das Virion verhindert und sie zudem der zellulären Abbaumaschinerie zuführt.